# Grauman's Chinese Theatre

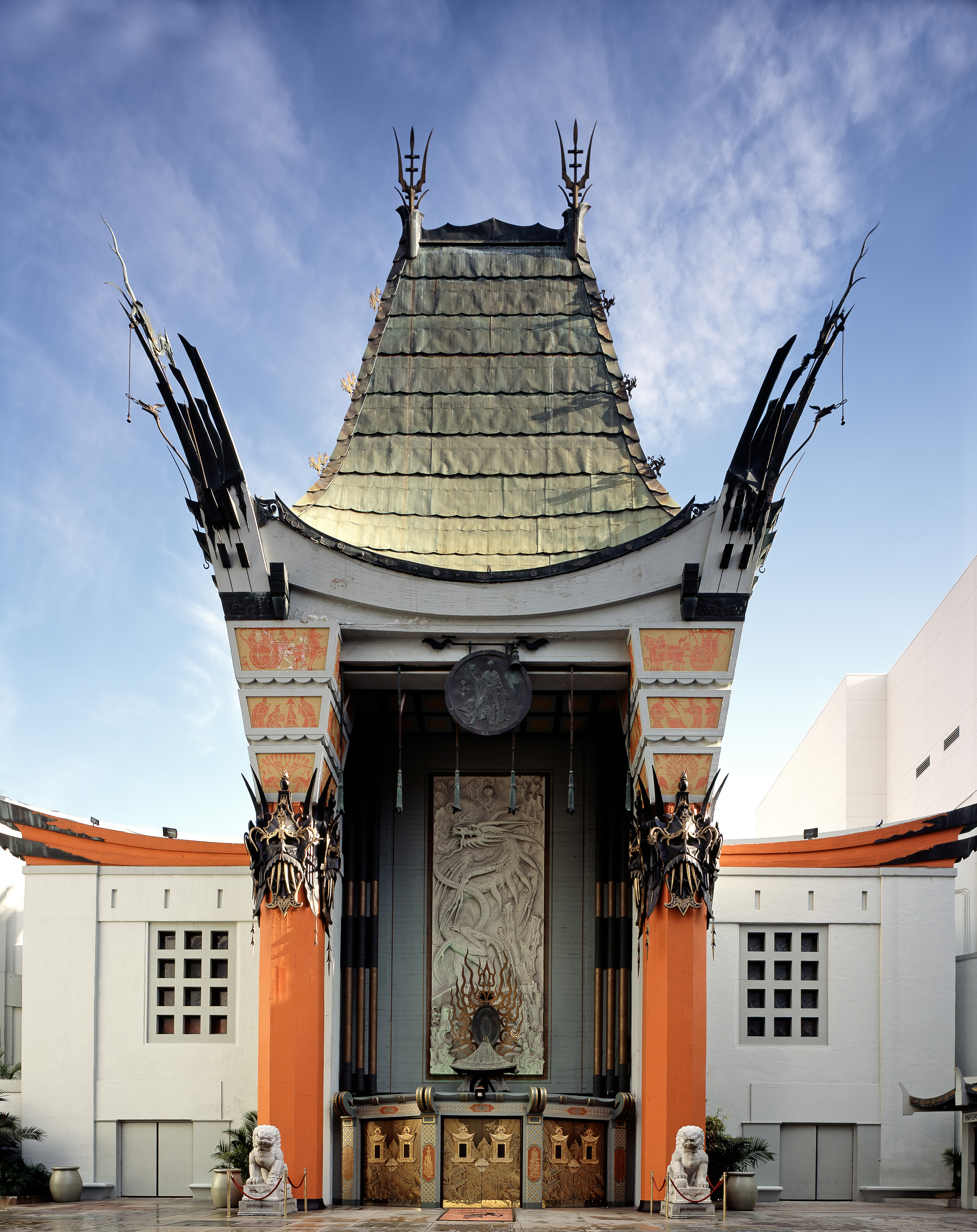
TCL Chinese Theatre.

Grauman's Chinese Theatre (också känd som Mann's Chinese Theater från 1973-2001, från 2013 officiellt känd som TCL Chinese Theatre), vid 6925 Hollywood Boulevard i Hollywood är en premiärbiograf som öppnade 1927 och har sedan dess blivit ett av södra Kaliforniens mest besökta turistställen.
Biografen byggdes av Sid Grauman som några år tidigare lätt bygga den närliggande Grauman's Egyptian Theatre.
Framför biografen har många kändisar lämnat fot- och handavtryck genom åren. Det första trycket genomfördes av Mary Pickford och Douglas Fairbanks. På senare år har flera kändisar lämnat avtryck såsom John Travolta, Tom Hanks, Steve McQueen, Burt Reynolds med flera.

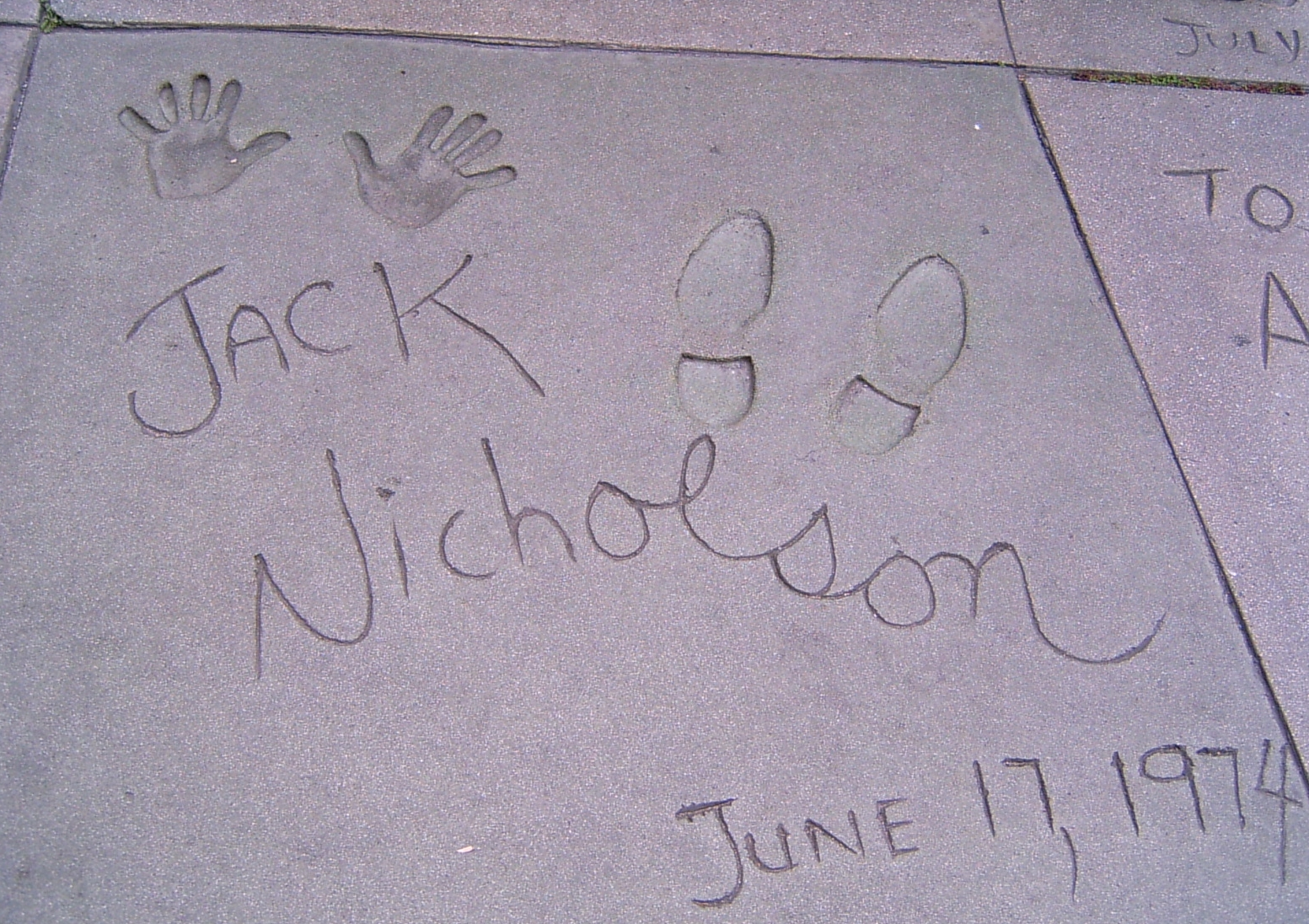
Jack Nicholsons hand- och fotavtryck från 1974.